# レイヤードストーリーズ ゼロ
『レイヤードストーリーズ ゼロ』（LayereD Stories 0）は、バンダイナムコエンターテインメントより配信されていたスマートフォン用ゲームアプリ。略称は「レイゼロ」。基本プレイ無料（アイテム課金制）。
連動するウェブアニメーション作品や漫画作品についても本項で扱う。

## 概要
2016年9月16日の「TGS 2016」にて発表されたバンダイナムコエンターテインメントのUCG（ユーザ制作コンテンツ）プロジェクトの第1弾にして、サイバーコネクトツー・ポリゴン・ピクチュアズ・ドリコムとの協業プロジェクトである「Project LayereD」の中核タイトル。キャラクターデザイン・声優・漫画家・歌手はオーディションにて選定される。
ゲームジャンル名が示すように、アプリゲームとウェブアニメを同時展開し互いのストーリーを連動させたスタイルを特徴とし、前日譚としては漫画版『LayereD Eve』を配置、小学館から書籍が発売されている。漫画版の作画はみやけりく。
2019年1月8日をもってサービス終了。なお、公式サイトにて公開されたオープンソースデータに関してはサービス終了後も引き続き利用可能とするとしている。
本作のゲームシナリオはゲームシナリオ協会のゲームシナリオアーカイブ事業にて全文が補完されており、通読することが可能である。

## あらすじ
【アプリ / アニメ版】
2037年の日本の東京では撹張現実（AR）技術が発展していた。ARシステム「LayereD（レイヤード）」と人工知能を持つキャラクター「ACT（アクト）」の発展により個人個人がアカウントを持つ社会生活を送っていた。だが、便利になる一方で他人を不快にさせてしまうと｢ヴァルナカウンター｣と呼ばれるシステムによって数値化され、最悪の場合アカウントを消去されてしまうという制限もあり、人々は自由ではあるものの不自由な思いをしていた。
【漫画版あらすじ】
まだ｢ヴァルナカウンター｣が施工されて間もないころ、東京で起きるレイヤードによる事件を捜査する｢警視庁多層現実事件特別対策係｣通称｢タゲン｣に所属する刑事ミタケとその相棒であるACTベナンダンテの物語。

## 登場人物（アプリ / オモテ側）

### 主要人物
プレイヤー（デフォルト名なし）
アプリ版 / オモテ側の主人公。親友であるキョータローに勧められ、『オルタナステージ』へと参加した。『オルタナステージ』に参加すべく、ACTをダウンロードする直前に突然意識を失い、その間に見た夢の中でイオンと出会う。その夢の中で｢私と出会ってはいけない。この出来事を忘れて、目を覚まして｣と言うイオンを説得して目覚めており、現実で実際にイオンと邂逅を果たして自身のACTにしている。
後にイオンによってネット上に告知されて「レイヤード関連の問題解決を行う」トラブルシューターとなり、依頼解決などを行っている。
「エンパー」であることが判明しており、ACTをダウンロードする直前の失神は、エンパーの実験による後遺症であった。
イオン=ミルナ
声 - 白砂沙帆
レイヤードのヒロインを自称する女性型ACT。プレイヤーとは夢の中で出会っている。音響機器が動作不良を起こすほどの音痴ではあるものの、歌うのは好き。自身を「永遠の禁忌」と語っており、本来はキャラクターとしての姿を持ち合わせてはいなかった。
プレイヤーを英雄にするため行動する。
キョータロー
声 - 小野友樹
プレイヤーの親友の男性。昔からヒーロー物の作品が好きであり、『オルタナステージ』でヒーローになることを目指している。レイヤード社会やACTに造形が深く、プレイヤーに説明してくれている。
親戚が使わなくなったライブハウスをプレイヤーとの共同スペースにしており、初の『オルタナステージ』でのバトルもそこで行っている。後にテルミやミアラカ、カツマもそこに集って利用している。
ヴァイカウント
声 - 三宅健太
男性型ACT。アニメ「ゼット・オーダー」の主人公。正体は自前のパワードスーツを纏い悪と闘う資産家の男性。
ジR
声 - 三宅健太
ヴァイカウントの進化した状態のACT。プレイヤーとの本音をさらけ出したバトルのためにカスタマイズを施している。
テルミ
声 - 小松未可子
女子高生。「テルミィp」という名でシンガーソングプロデューサーとして活動している。物心ついたころからシンガーツールで作曲していた。クレアに憧れており、自分も音楽で認められたいがために『オルタナステージ』で闘う。
イオンに「マザー」と呼ばれた際には処女であることを自ら発言している。
後にプレイヤーに恋心を抱くが、その想いは伝えずにいる。
エチカ
声 - 久野美咲
少女型ACT。20年近い歴史を持つシンガーツールの音源とキャラクター。現在でも若者に愛されるキャラクター。
ミアラカ
声 - 悠木碧
オカルト好きな少女。【シャンバラロッジ】のリーダー。突飛な言動をしているが信念を持っている。オカルトが好きすぎるあまり、天使や悪魔といった系統のACTしか呼び出せないほど。レイヤードの情報を常人より感じ取ることができる特殊体質、「エンパー」のひとり。
コロンゾンtype2034
声 - 花江夏樹
男性型ACT。20世紀の魔術師が召喚した高次の意識体。
カツマ
声 - 加隈亜衣
男性。可愛いものが好き。【ULA渋谷】のメンバーのレイチェルとは同一人物。『アーダル症候群』となった友人のフルサワをアカウント消去の危機から救うべく、プレイヤーたちに依頼を出して接触する。
ジェイコブ
声 - 鈴村健一
男性型ACT。竜人の姿をしている。
ムツキ
声 - 茅野愛衣
偶像王を名乗る少女。アイドルのACT使い。傲岸不遜な性格で、渋谷最強の実力を誇る。主人公とはアクトマキアの優勝をかけて戦った。
ベールムツキ
ムツキ自身のイメージをキャラ化したACT。

### その他
フルサワ
声 - 石川界人
眼鏡をかけた男性。カツマの知り合い。元々は【ULA渋谷】にいたがそこですら居場所がなく、自分のアカウントを綺麗な状態にするため、アカウントを消去される前に闘うように依頼した。
アーダル症候群を発症している。
トートリス
スケジュール管理を目的としたキャラクターのACT。UNPLが100%に達し、フルサワの過去のアカウントとともに消去された。
ヤシオ
声 - 羽多野渉
男性。副リーダー。【エンパイア】の悪口をSNS上に書き込んで抗争の原因を作った。レイヤード内での事件・記事をまとめているキュレーションサイトの運営者。そこで自らも所属する【シャンバラロッジ】と【エンパイア】の内輪揉めなどを載せて煽っていた。
追い詰められたことによって『アーダル症候群』を発症した。
Dバラム
男性型ACT。ソロモンの魔神バラムをモチーフとしている。
新垣 ラザロ（しんがき - ）
声 - 佐藤利奈
女性。ジョシュアに恋心を抱いており、彼の気を引くために撹張したACTを作ろうとした。ヴァルナコンバーターの制作者でもある。
アナテマ
声 - 黒沢ともよ
女性型ACT。ゴシックロリータの衣装を身に纏った少女。オルタナステージを運営するAI。
セナ
声 - 上村祐翔
少年。プレイヤーとはアクトマキアの1回戦で戦っており、自身のことをアクトマキアの優勝候補と言ったにも拘わらず、プレイヤーに敗北したためプレイヤーのことを根に持っていた。
後にアナテマをダウンロードして自身のACTとする。
オガミ
声 - 細谷佳正
男性。オルタナステージの古参プレイヤーでラザロの幼馴染み。ラザロに気がある模様。
プレロマ
声 - 諏訪彩花
女子高生の姿をした人間でもACTでもない存在。言うなれば彼女はレイヤードそのものである。
レイヤードストーリーズゼロのキービジュアルやロゴなどに彼女の姿がある。PVにも登場している。

## 登場人物（アニメ / ウラ側）

### 主要人物
響 ユウト（ひびき - ）
声 - 柳晃平（幼少期 - 中島唯）
アニメ版 / ウラ側の主人公。17歳。誕生日は6月3日。A型。【ULA渋谷】の管理人をしている。大衆が不快なものを否定してデリートするシステムであるヴァルナカウンターを嫌っている。そのため、ヴァルナカウンターでデリートされそうになった人物を片っ端から、レイヤードの管理者権限によるシークレットレイヤーで【ULA渋谷】に匿うという手段でデリートを回避させている。
幼いころに、母親代わりに接していたシンガーツールを周囲の人間からの蔑みや同情を受けて、父マサヒトによって破棄されたことで現在のようなひねくれた性格となってしまっている。幼いころの夢はサッカー選手になることだった。
【ULA渋谷】の仲間たちには心を許しており、良い友人関係を築いている。
ナイトフォール
声 - 諏訪部順一
騎士の姿をした男性型ACT。ユウトは「ナイト」と呼んでいる。
アメノハバキリ
声 - 柳晃平
父・マサヒトから託された黄金の騎士の姿をしたACT。当初はユウトの操作を一切受け付けず動かなかったが、ノアの歌を聴いて動き出す。通常手段ではダメージを与えることができないエンフォーサーを真っ向から撃破することができる特別なACT。
クレア・グローリー
声 - 巽悠衣子
有名なシンガーツールプロデューサーの女性。19歳。誕生日は9月13日。A型。ユウトとは昔馴染み。デビュー曲が全世界で5億ダウンロードを記録している。
ジョシュアによる攻撃でユウトのアカウントがネットに明らかになり、【ULA渋谷】の情報などが流出しそうになったところを、ゲリラライブを開いたことによって周囲に観客が増えたことでユウトを救っている。
そもそものユウトの窮地を救えたのは、【ULA渋谷】の噂を聞いてこの件にはユウトが関わっているはずと思いつつも確証がなかったため、オモテ側の主人公であるトラブルシューターに依頼して監視をつけていた。
母親の虐待によって、割れたガラスで首元を怪我したことで声を出せなくなる。そのため深い傷跡があり、『LayereD』によって声を発している。
シレーナ
声 - 巽悠衣子
女性型ACT。クレアの作った曲を歌うシンガーツールとしての役割だけでなく、クレアの生活のサポートしている。
声を変えることができ、それを用いて音声認証の扉を何事もなく突破することができる。
ジョシュア・グローリー
声 - 内田雄馬
クレアの兄。誕生日は7月27日。O型。若くしてマサヒトの助手を務め、レイヤードの開発メンバーであった。だが、レイヤードが自分の望む形にならないことを悟るとプロジェクトから抜けようとした。その際のマサヒトとの口論から階段から突き落とされる形で亡くなった。
自分に何かあった場合の保険として、自分の人格や記憶などをコピーして残しており、その保険のプログラムが目的を遂行するために作り出したジョシュアというACTが自立して動いていた。だがACTジョシュアは不具合によって自身がACTであることや、何のためにACTの撹張を望んでいたかも分からない状態だった。
レオルミナス
声 - 奥村翔
男性型ACT。周囲の物から武器を生み出すことができる。それらの武器を目標に向けて射出することも可能。
ノア
声 - 中恵光城
女性型ACT。レイヤードが世間に浸透する前から存在するシンガーツール。「ノア」という名前はマサヒトが死ぬ直前、自分たちの代わりにユウトのことをノアに任せる際に名付けたもの。
後にフリーのシンガーツールのACTとしてオープンされており、誰でもダウンロードできるようになっている。

### ULA渋谷
シンジ / 信子
声 - 佐倉綾音
ユウトの親友のポニーテールの女性。17歳。誕生日は3月6日。B型。気まぐれな性格で闘うのが好きであり、強者とのバトルを望んでいる。そのためACT同士のバトルを頻繁にしている。本名は「信子」。
バナナが好きであり、頻繁に口にしており周りにも勧めている。そのバナナは行きつけの八百屋で購入しているほど。
オルタナステージなどのACT同士のバトルでは、自身もACTと同じ動きをして戦っている。コタローのACTを使ってる理由は闘う相手へのハンデだが、そのハンデがあっても自分と対等に戦える相手がいない。
本来は倒すことが不可能とされるエンフォーサーを、攻撃する一瞬の隙を突いてカウンターを当てることで倒すことができる稀な存在であり、特別なACTではない限りエンフォーサーを倒すことができないため、正攻法で倒せるのは彼女だけ。
コタロー
声 - 河本邦弘
右目に傷跡のある猫型ACT。元々は愛玩用ACTであり、シンジによってカスタマイズされている。
コウヘイ
声 - 間島淳司
眼鏡を掛けた男性。29歳。誕生日は2月14日。A型。自称「ULA渋谷の頭脳担当」。プログラムに長けており、その腕を見込まれて『UKA渋谷』の管理の大部分をユウトに任されている。デバイスは眼鏡型。現実の女性に対して苦手意識があるが、二次元の女性が好き。
童貞と周囲から言われ続けているが頑なに否定している。だが、アプリ版で童貞であることを自身の口から言っている。純愛主義。
メンテル
声 - 本泉莉奈
女性型ACT。コウヘイが昔ハマっていた作品の登場人物。
レイチェル
声 - 加隈亜衣
可愛いものが大好きなツインテールの女性。14歳。誕生日は12月18日。AB型。
アプリ版に登場するカツマとは同一人物。レイチェルの姿はカツマがシフトアップレイヤーによって姿を変えたもの。
ウィル
声 - 斉藤壮馬
言動が軽い男性。21歳。誕生日は7月26日。O型。生粋の日本人だが、格好いいからという理由で周囲にウィルと呼ばせている。
地元の女性を抱きまくって、他に抱いてない女性がいなくなったため上京していると話す。尊敬するのは父親だが、一般的な観点から言えば録な大人ではないことが語られている。兄が欲しかったとも言っている。小学生までは昆虫を追いかけるのに夢中だったほど純粋だったらしい。
丸山 タクマ（まるやま - ）
声 - 市来光弘
男性。21歳。誕生日は5月29日。A型。イラストレーター。美少女のイラストに定評がある。父親の支援は受けたことがない。
父親は代議士で公的資金の私的流用を疑われている。その資金がタクマのアーティスト活動に使われていると世間では思われていた。
サイトにタクマへの悪質な書き込みをする粘着質なユーザーであるコアヘイターの5人の内4人を、【ULA渋谷】の面々の協力で止めさせている。残る1人の記録が辿れず途方に暮れていたが、ユウトがでっち上げた偽の情報をネットに上げて、犯人を罠に嵌めた。
【ULA渋谷】に所属して、現在のレイヤード社会がアーティストにとって生き辛いことに気づき、【ULA渋谷】を世間でも認めてもらえるように【ULA渋谷】のメンバーの署名を集めようと行動したりしている。そのためのチラシのイラスト（美少女イラスト）も自身で描いてる。

### レイヤード運営委員会
響 マサヒト（ひびき - ）
声 -  大川透
ユウトの父親。『レイヤード』の開発メンバーの1人。多忙であり、なかなか家に帰っていない。幼かったユウトに母親代わりにしていたシンガーツールのタブレット端末を取り上げたことによってユウトには心底嫌われている。
ヴァルナカウンターの製作者であり、亡き妻との約束を自分なりに叶えようとしている。病気を患っており、定期的に薬を服用している。
ジョシュアがレイヤードの研究から身を引こうとする際に引き留めようと口論になり、階段から突き落としてしまっている。
殺人容疑のかかったユウトの件で研究資料を押さえられそうになった際に、ノアを奪われないようにユウトの下に送っており、逃亡のなかで薬を服用していなかったため病気が悪化し、亡くなる直前に自身の本心をユウトに語り、ACTアメノハバキリとノアに名前を与えた。最期は自宅で亡くなった。
真中（まなか）
声 -  植田佳奈
赤い眼鏡をかけたポニーテールの女性。初心者へのレイヤードの説明や聴取などをしている。
ミト
声 - 長縄まりあ
小さな妖精の姿をした女性型ACT。ウィルに『レイヤード』やヴァルナカウンターの説明をしている。

## 登場人物（漫画）

### 主要人物
ミタケ / 御岳（みたけ）
漫画版の主人公。刑事であり、撹張現実（レイヤード）犯罪に抗う『警視庁多層現実事件特別対策係』通称”タゲン”に所属する。
過去の事件から派手なレイヤード技術を毛嫌いしており、ACTにもあまり思い入れがないように見せているものの、潜在的には悪役キャラのACTが好きであり、悪役のACTであるベナとは抜群のコンビネーションを見せる。刑事を志したのはアニメで見たベナンダンテの仲間のために自分をかえりみずに戦う姿を見たため。
見栄を張ってブラックコーヒーを飲んでいるが、実はキャラメルマキアートの方が好き。
ベナンダンテ
人間から人狼に「変身」できるACT。ミタケからは｢ベナ｣と呼ばれている。特技はレイヤードに染み付いた｢撹張現実の匂い｣を嗅いで検索すること。原典は子供向けアニメ「カルマギア」に登場する悪の人狼王。仲間を守るために人間側と戦っており、主人公のライバル。
ミタケのACTとしては彼の亡き相棒であるナナの姿に似た姿となっている。
七羽 サワカ（ななわ - ）
漫画版のヒロイン。女子高生。ストーカー犯罪に巻き込まれ、そこでミタケと出会う。以降はミタケとの間に腐れ縁が生まれており事件現場に偶然現れるようになっている。音楽については非凡な表現能力を持っており、アプリ版に登場するムツキやシンジにも一目置かれている。
両親はACTが嫌い。
へっけ
デフォルメされたカエル型のACT。ギターに変形してサワカの動画投稿の演出をサポートしている。

### タゲン
アマネ
タゲンをまとめるカリスマ女課長。長身。戦闘能力はかなりのもので、テロに加担したACT使い達を単独で全滅させたこともある。キス魔であり、タゲンのメンバーはキスされるのを恐れられている。
ロスインプゥ
アマネが使う、クモ女型のACT。ARの糸を用い、広範囲を制圧することができる。
イズミ
女性。レイヤードやACTの知識が豊富な鑑識官。15歳以上の男性には興味がない。男嫌いで女性のACTに依存する潔癖症。「アーダル症候群」の発見者でもある。
プリンセス・マーヤー
ドレスに身を包む、大人びた美女の姿をしたACT。解析能力に卓越している。
ミナト
男性。分析官。視認したものをすさまじい速度で解析する。
DJ皆無
DJのような風貌をしたマスコット的ACT。推理を得意とし、自分が発声した言葉をオブジェクト化する能力を持つ。その能力によって、対象を囲い動きをふうじこめたり、ACTの足場などにすることが可能。
マユムラ
男性。装着型のACTによる「ARスナイプ」を行える狙撃のプロ。
オウドゴギー
マユムラが身にまとうAI搭載型パワードスーツのACT。マユムラにはオウドゴギーと呼ばれているが正式名称は｢オウド・ゴギー｣。女性型。

### その他
苅生カナメ（かりゅう - ）
女性。サワカが通う音楽学校の講師。クリエイター殺人事件の第一発見者。ACTの扱いが不得手であり、そのせいで最近の若いクリエイターたちに本当の意味で歩み寄れないことを悔やんでいる。クリエイター養成学校での事件が解決したあとは、ミタケと何度か自分の行きつけの喫茶店に行って交流を深めている。
使用するACTは肩に乗るサイズの小鳥型。昔は声優だったが夢破れている。
長田ユーコ（おさだ - ）
女子高生。ダンサー志望でサワカと同じクリエイター養成学校に通っている。サワカやナカゾノといった同年代のクリエイターが、自分とは違った天才という壁をもっており、自分の投稿したダンス動画をレイヤード上で酷評するナカゾノによる評価を止めてほしいと頼むが受け入れてもらえず、ナイフで脅したが激高したナカゾノが突っ込んできた拍子にナイフが刺さり殺害してしまっている。その事件を｢タゲン｣の面々に暴かれてしまい、カナメを人質に逃げ出してカナメを殺害する動画をレイヤードにアップしようとしたが阻まれて逮捕された。
柚子丸
少年の姿をしたACT。元々は育成ゲームのキャラクターであり、武器は専用の2本のクナイ。
ナカゾノ
男性。クリエイター養成学校に通っていたが殺害される。世間では有名であり、創作批評を行っていた。使用するACTは鬼のような姿のACT。
ユーコのダンス動画にも酷評しており、それを止めるように言われるが、｢この批評は自分の作品であり、自由｣だと答えて受け入れず、ユーコの柚子丸によって自身のネタメモのデータを破壊されて怒り、ユーコに掴みかかってナイフが胸に刺さって死亡する。
038号
渋谷を賑わせている連続殺人犯。警察が2年間追っているが手掛かりすら掴めておらず、｢038号｣というコードネームまで世間に広まってしまっており、そのため二次創作にまでされてしまっている。これまではレイヤードに関連した事件では無かったため｢タゲン｣は関わっていなかったが、公園で起きた殺人にレイヤードによって隠蔽されていたためミタケたちが追うこととなる。

## 用語
LayereD（レイヤード）
撹張現実（AR）システムの総称。インターネットが可視化されたことにより、「イメージできることは何でもできる」と言われている。
wiz-dom（ウィズダム）
大衆の意思が反映される百科事典。
アクシスレイヤー
管理者権限のレイヤー。許された者しかアクセスできない。
ACT（アクト）
レイヤード内でのユーザーのサポートを行う人工知能。パーソナルアシスタントAI。その姿形や人格は、ユーザーのこれまでに見知った作品の中で特に気に入っているキャラクターで形作られる。
ヴァルナカウンター
UNPL（アンプル）と呼ばれる人々の不快を数値化したもの。両手の人指し指を交差させて×印を作ることで不快なことを示すことができる。
アカウントを消去されたユーザーは228時間の教習を受けなければ再びアカウントを所持することができない。だが、再びアカウントを手に入れても以前と同様の機能ではなく各種の制限を受ける。
エンフォーサー
UNPLが100%に達したユーザーのアカウントを消去しに来る存在。姿は赤い人型をしており、武器として大鎌を持っている。
ULA渋谷
レイヤード内で噂となっているコミュニティ団体。廃校を根城としているが表のレイヤーでは「若手クリエイターのためのシェアアトリエ」となっている。ユウトの持つレイヤードの管理者権限を使い、シークレットレイヤーで周囲には隠蔽している。メンバーの人数は少なくとも51人ほど。
オルタナステージ
ACT同士を闘わせること。そのバトルの様子は中継されており、観戦することが可能。
アクトマキア
オルタナステージ公式大会。トーナメント形式であり、チャンピオンとなると賞品がもらえる。
エンパ―
常人とは異なる感覚で、レイヤードを知覚する者達。設定されていないARの嗅覚や、ACTへの触覚も実感してしまうと言われる。
アーダル症候群
UNPLやヴァルナカウンターの影響を意識できず、自分の表現欲求を他のすべてに優先させてしまう状態。または疾病。
警視庁多層現実事件特別対策係
レイヤード技術の発展に呼応して急増した、サイバー犯罪に対処するため急設された部署。ARを用いた「レイヤード犯罪」を処理する。
アンチドーテ
漫画版にのみ登場。タゲンが使用する特殊な銃器型デバイスで「ARの弾丸」を発射する。これにより人間も直接ACTを攻撃できる。

## 使用曲 （オープンソース）
「throw together」
歌 - 海弓シュリ
「ネガイゴト」
歌 - 白砂沙帆
「方舟」
歌 - 中恵光城
「preghiera」
歌 - 中恵光城
「U N D O_A_L A Y E R」
歌 - 中恵光城
「君と夜のアンチノミー」
歌 - 高野麻里佳
「ウタカタMoment」
歌 - 高野麻里佳
「The One Melody」
歌 - 巽悠衣子